# Harlekijn Holland
Harlekijn Holland is een vrije onderneming in de kunsten die in 1966 werd opgericht door Herman van Veen en Laurens van Rooyen. De naam komt van een 16e-eeuwse figuur uit de commedia dell'arte, van Arlecchino, "niemands knecht, niemands baas".

## Artiesten
Artiesten en gezelschappen die zijn verbonden aan Harlekijn Holland:
- Ton Koopman - dirigent
- Edith Leerkes - gitarist
- Reinbert de Leeuw - dirigent, muzikant en componist
- Harry Sacksioni - gitarist
- Erik van der Wurff - pianist en componist
- Orkater - muziektheatergroep
- Schönberg Ensemble